# دماء في الصحراء (فلم)
دماء في الصحراء فيلم دراما، رومانسي، مغامرات لعام 1950 من إخراج الإيطالي فرينتيشو. الفيلم من بطولة عماد حمدي، وحسيبة رشدي، وتدور الأحداث حول الشابة جازية بعد قتل والديها وأختيها، وهي تقوم بالبحث عن طريقة للانتقام من القاتِل.
صدر الفيلم إلى دور العرض المصرية في 28 ديسمبر عام 1950.
صدر الفيلم إلى دور العرض الفرنسية في 12 ديسمبر عام 1952.
منح موقع قاعدة بيانات الأفلام العربية «السينما.كوم» الفيلم درجة 5.6/ 10.

## طاقم التمثيل
عماد حمدي: في دور خالد.
حسيبة رشدي: في دور جازية.
سراج منير: في دور قائد القافلة.
محمد توفيق: في دور سعيد.
أرماندو لازارا: في دور فريد.
إبراهيم عمارة: في دور شيخ بني صقر.
صلاح نظمي: في دور سويلم.
محمود السباع: في دور رياض.
زكي إبراهيم: في دور نوري.
بالاشتراك مع: السيدة فيرونيتشو – كيتي – سعاد أحمد – رشاد حامد – نصر الدين مصطفى – جون مليتي.

## بطلة الفيلم
حسيبة رشدي (1918 – 2012) مغنية وممثلة تونسية اسمها الأصلي (زهرة بنت احمد بن حاج عبد النبي) ماتت عن 94 سنة، ويقام مهرجان سينمائي، موسيقي باسمها سنوياً (مهرجان حسيبة رشدي للموسيقى والسينما) الذي تقيمه دار الثقافة ببازينة، وبدأ عام 2014، وتشمل الفعاليات: مسابقة لمواهب العزف المنفرد - مسابقة في الرسم - عروض فروسية والعاب شعبية - معرض الحرف والمشغولات اليدوية - عروض موسيقية - عرض أفلام حسيبة.

## أحداث الفيلم
يغير الفارس خالد (عماد حمدي)، قائد عصابة السود (لارتدائهم ملابس سوداء)، على خيام نوري (زكي إبراهيم) وينهبون مواشيهم، ويقتل فريد (أرماندو لازارا)، أحد أفراد العصابة، نوري وزوجته وابنته الصغيرة، ويسقط مسدسه، فيلتقطه رياض (محمود السباع)، زوج سلمى ابنة نوري، وينجو، وأيضًا تنجو جازية (حسيبة رشدي)، ابنة نوري، وخادمها سعيد (محمد توفيق).
يذهب خالد للسوق، ويجد سويلم (صلاح نظمي)، من بني صقر، يتحرش بجازية، ويمزق ملابسها، فيمنعه خالد عنها ويسترها بعباءته ويذهب إلى سبيله. يتحرش سويلم مرة أخرى بجازية في الصحراء بعد أن قيد خادمها سعيد ويحاول إغتصابها، ولكن خالد ينقذها للمرة الثانية، ويتصارع مع سويلم ويقتله، ولكن أتباع سويلم يستطيعوا أن يصيبوا خالد برصاصة في كتفه، ولكنه يلوذ بالفرار، ويلجأ إلى وكر العصابة، ويظن فريد أن خالد وقع على صيد ثمين، ويطالبه بنصيبه، ولا يجد شيئًا فيثور، ويتمرد، ويطرده خالد.
تعود جازية وتعلم ما حدث لأبويها، ويوعدها رياض زوج شقيقتها سلمى، برعايتها، وتطارد بني صقر خالد في كل مكان حتى يموت فرسه. يصادف خالد إحدى القوافل ويضمه قائدها (سراج منير) للقافلة ضيفًا، وتكون جازية وسعيد ورياض وزوجته سلمى قد انضموا للقافلة، وكانت جازية تعمل بسقاية أفراد القافلة، وتتعرف على خالد منقذها وتتقرب منه.
توشك سلمى على الوضع وهي مريضة، ويتمنى رياض موتها حتى يتزوج من جازية، التي يطلب منها خالد أن ترحل معه وترفض. يقوم رياض بضرب جازية بالسوط أمام دهب (چوان ميليتى)، البكماء بنت شيخ القافلة، وتخشى جازية من الزواج برياض فتلوذ بالفرار. يصادفها خالد بالطريق، ويتم القبض عليهما، ويتهمهم رياض بالهرب معًا، ولكن دهب تشهد لصالحهم أمام أبيها بالإشارة، الذي يقرر إذا ماتت سلمى يتزوج رياض من جازية أو يقتلها، أما إذا لم تمت، تتزوج جازية ممن تحب. تنجو سلمى، ويتزوج خالد من جازية، ويشاهد خالد مسدس فريد، ويعرف أن جازية ابنة نوري، بينما يتتبع بني صقر أثار خالد، ويعلموا أنه بالقافلة ويطالبوا شيخها بتسليمه إليهم فيرفض، فيمنعوا عنهم الماء، ويقاتلوهم. يتمكن خالد من إصابة فريد، الذي انضم لبنى صقر، ويأسره.
يقابل شيخ القافلة، شيخ بني صقر (إبراهيم عمارة)، ويخبره أن خالد قتل ابنه سويلم، وأنه قائد عصابة قطاع الطرق السود، ولكنه يرفض تسليم من استجار به. يخبر رياض جازية بأن خالد هو قاتل أبويها، وتواجهه بالمسدس فيخبرها أنه يخص فريد الذي تذهب إليه، ويعترف لها بأنه قاتل أهلها، وحين تهم بقتله يسلم الروح. يقوم خالد بتسليم نفسه حتى يفكوا الحصار عن القافلة، ويخبرهم بدناءة سويلم وأنه قاتله وجهًا لوجه ولم يغدر به، فيقرر الشيخ أن يطلق عليه النار من على بعد رمية حجر، فإذا مات كانت إرادة الله، وإذا عاش فقد عفا عنه، ويصيب خالد بكتفه، وتلحق به جازية وتعتني به.

## أغاني الفيلم
غناء: حسيبة رشدي ـ سيد أسماعيل
الكلمات: مرسي جميل عزيز - عبد الفتاح مصطفى
ألحان: أحمد صدقي
حلفانة لاداري الاه: غناء حسيبة رشدي.
اسكتش الفرح: غناء سيد إسماعيل، وحسيبة رشدي.
اسكتش الاستسقاء: غناء سيد إسماعيل، وحسيبة رشدي.

## استقبال الفيلم
الفيلم نجح جماهيريا رغم ضعف السيناريو والتطويل بلا مناسبة في أحداثه مع تداخل هذه الأحداث وهو فيلم مغامرات أشبه بتلك التي اشتهر بها بدر لاما وشقيقه إبراهيم وكان بدر قد رحل قبل إنتاج هذا الفيلم ويبدو أن المنتج أراد أن يقدم عماد حمدي بديلاً لبدر لاما لكن إمكاناته الجسدية والصوتية وبطء الحركة عنده لم تسعفه خاصة وأن المخرج كان أجنبيا هو جياني فارنشو الذي لا يعرف مصر ولا العرب ولا البدو فيها والفيلم تدور أحداثه حول زعيم عصابة قطاع طرق هو عماد حمدي يقوم بالإغارة على مضارب بعض القبائل العربية ويقتل والد البطلة وهو زعيم القبيلة، ثم يندم ويتوب ويذهب للعيش مع قبيلة عربية قوية أخرى زعيمها سراج منير.
وفجأة نرى السيناريو وقد ربط بين البطلة حسيبة شدي وهذه القبيلة ويحب حسيبة عماد ثم تكتشف انه قاتل أبيها وتنتهي القصة بعفو الحبيبة عن الحبيب، وهي قصة كما هو واضح ساذجة إلى حد كبير لكن وجود حسيبة واغنياتها كان لها دور كبير في نهاية الفيلم ومن أشهر أغاني هذا الفيلم: «لا ابوي ولا أهاس أنا في احضانهم جعداي»، و«ضرب السياط» كما غنت مع سيد إسماعيل أغنية دق الطبول احجل كما غنت معه يا زين وادينا، يا زين نادينا ومعه أيضا، أبواب السما كما قامت بدور البطولة في فيلم 'انتقام الحبيب' من إخراج الإيطالي جياني فارنتشو وبطولة يحيى شاهين ومعهما سامية جمال، والفيلم من إنتاج علي الجابري الذي أنتج لها أيضا فيلم دماء في الصحراء، وكان الجابري وفرينتيشو وحسيبة ثلاثاً متفاهماً.
لكن كما قلت من قبل لم يكن فرينتيشو الإيطالي الأصل بقادر على تقديم البيئة المصرية كما يجب وكان نجاح الأفلام هذه سببه الأساسي في وجود حسيبة رشدي بجمالها وصوتها الحلو النبرات.
أشاد عبد الله المدني من موقع صحيفة الأيام البحرينية بأداء محمود السبـّاع: «المتميز بالأداء الهادئ لأدوار الشر. ساعده في ذلك تقاسيم وجهه ونبرات صوته وقدرته على تكييف حاجبيه وعينيه بما يتلاءم مع مشاهد الإجرام وبث الرعب». كتبت هيام الدهبي من صحيفة الرياض السعودية مشيدة بمحمد توفيق في مقالة تحت عنوان «محمد توفيق رائد مدرسة الأداء الطبيعي».

## روابط خارجية
- مقالات تستعمل روابط فنية بلا صلة مع ويكي بيانات